# Kőforgató

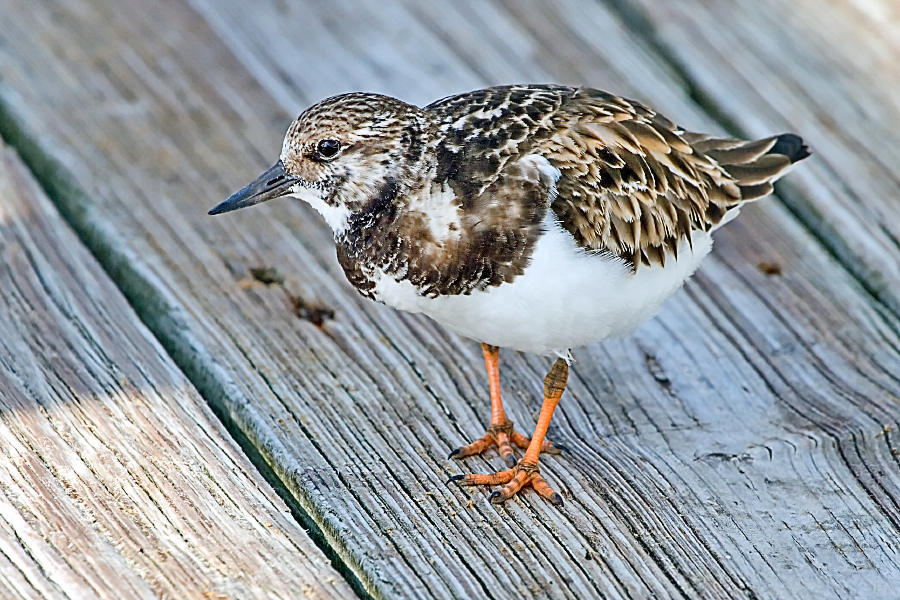

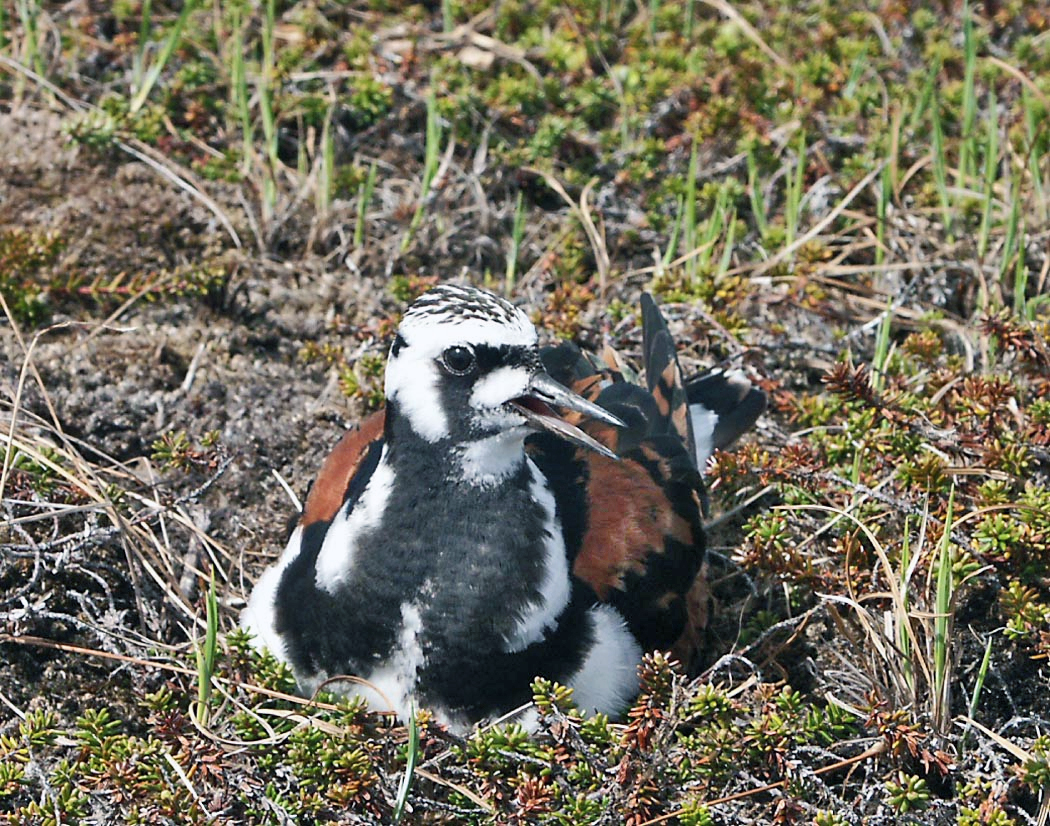

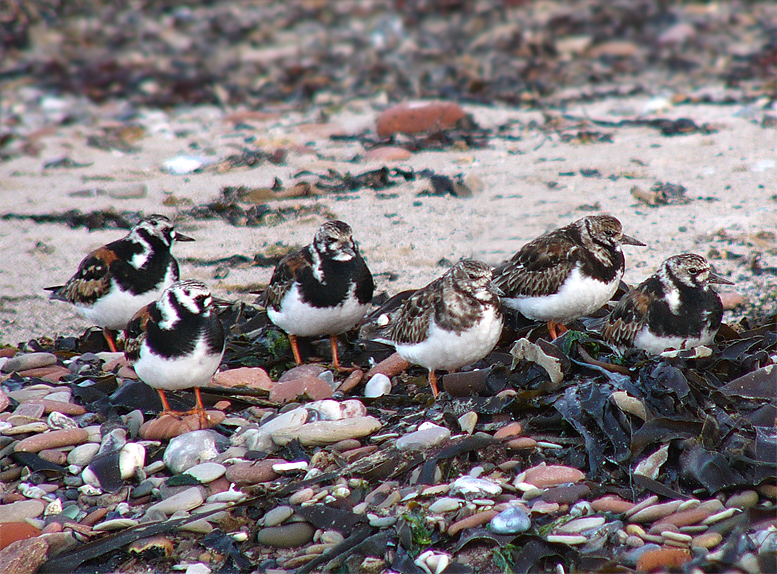
Keresgél a kövek között

A kőforgató (Arenaria interpres) a madarak (Aves) osztályának lilealakúak (Charadriiformes) rendjébe, ezen belül a szalonkafélék (Scolopacidae) családjába tartozó faj.

## Elterjedése
Holarktikus, cirkumpoláris elterjedésű faj, két alfaja az eurázsiai kontinens, Grönland és Észak-Amerika északi peremének (Kanada, Alaszka) tengerpartjai mentén költ. Fészkelőhelye a tengerpart menti tundra, a száraz, köves, mohával és zuzmóval borított lapos terület, de ritkábban nagyobb folyók és tavak szigetein a tengerparttól távolabb is megtelepszik.

## Alfajai
- Arenaria interpres interpres
- Arenaria interpres morinella

## Megjelenése
Rigó nagyságú, rövid csőrű, tömzsi parti madár. Lába rövid, húsos, narancsszínű. Násztollazatban a válltollakon és a szárnyfedőkön kiterjedt, rozsdavörös színezet látható. A fehér alsótesttől élesen elkülönül kettős fekete mellszalagja és a fej fekete-fehér mintázata. Reptében a hát közepén végighúzódó fehér sáv és széles fehér szárnycsíkja élesen elkülönül a felsőtest sötét tónusú színezetétől, emiatt igen tarka benyomást kelt. Ez a fiatalkori tollazatban is kifejezett. A fiatalokról a vöröses színezet, valamint a pofa fekete-fehér mintázata hiányzik, emiatt sokkal sötétebbnek látszanak. Átlagos testhossza 22–24 centiméter, szárnyfesztávolsága 50–57 centiméter, testtömege pedig 85–150 gramm.

## Táplálkozása
Rendszerint csigákkal, kisebb rovarokkal és  rákokkal táplálkozik, melyeket a vízparton, kövek, kagylók, zuzmók közül szedeget össze, azokat csőrével felforgatja.

## Szaporodása

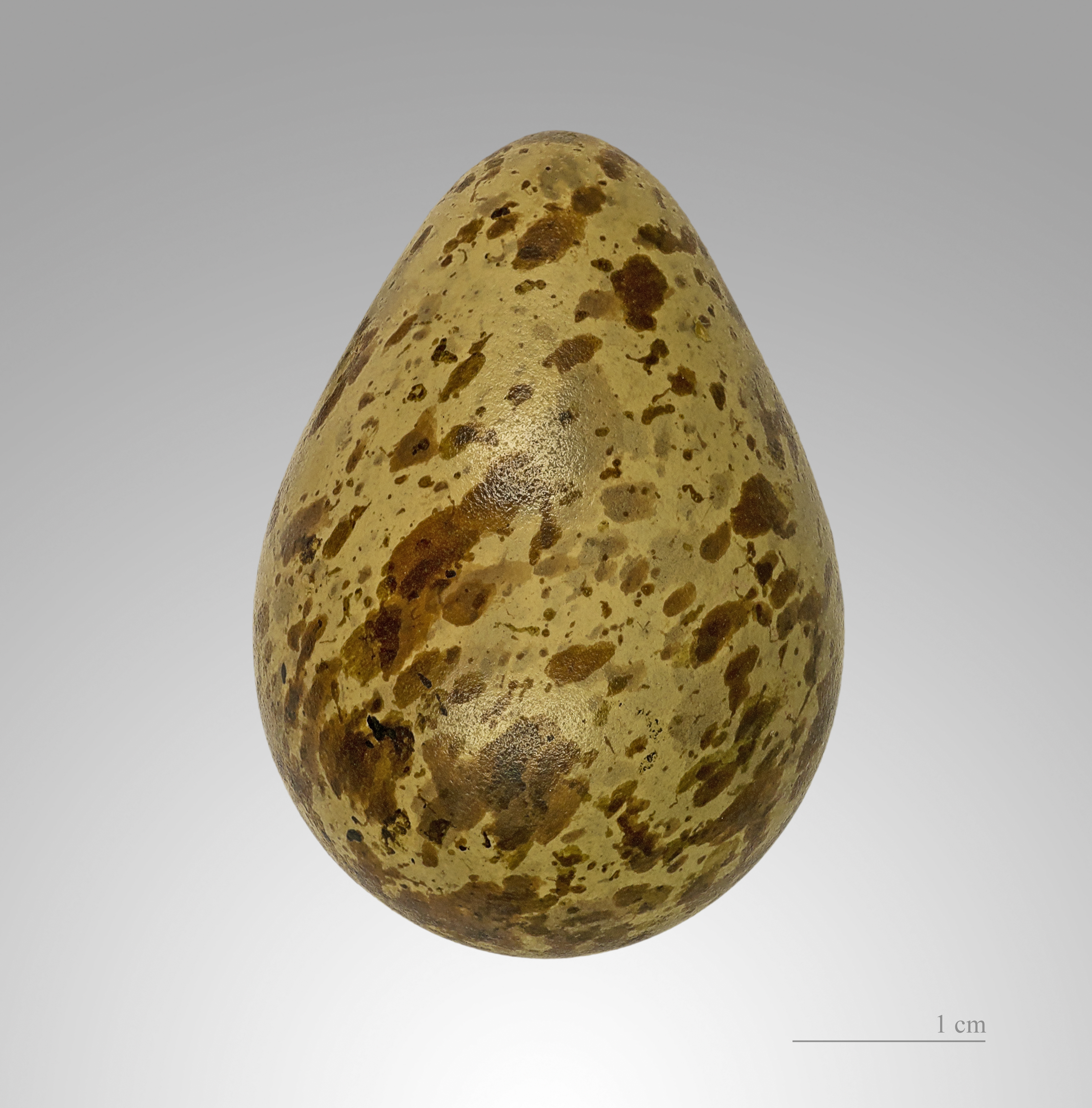
Az Arenaria interpres tojása

Tengerpartok gyér növényzetű száraz köves partjain költ. Fészkét többször folyók zátonyain, Grönlandon és a Kolgujev-szigeten kilométerekre a tengertől is megtalálták. Gyakran a sarki csér fészkelőtelepén vagy közvetlen közelében költ, kihasználva a telep védelmét, de lunda költőüregében is találták fészekalját. Előszeretettel felhasználja sziklatömbök vagy magasabb növények takarását. A magas északon fészkei legtöbbször szabadon, sziklaperemeken vannak. Lapos mélyedést száraz fűvel, levelekkel és zuzmóval bélel ki, ebbe rakja 3-5, általában 4 tojását. A költési idő a földrajzi helytől függően változik. Svédországban május utolsó hetében már teljes fészekalja van, Grönlandon és a Spitzbergákon a költés kezdete június közepétől júliusig húzódik. Mindkét szülő kotlik. Fészekhagyó fiókái 24 nap múlva kelnek ki.

## Vonulása és kárpát-medencei előfordulása
Vonulási útvonalai kifejezetten a tengerpartok mentén húzódnak, a kontinens belsejébe viszonylag kevés egyed jut el. Ennek ellenére hazánkban kis számban, de rendszeresen előfordul szikes tavakon, lecsapolt halastavakon. Egyesével vagy kisebb csoportokban jelenik meg, de egy alkalommal Mekszikópusztán 23 példányos csapatát is megfigyelték. Tavasszal április végén figyelhetők meg az elsők, őszi vonuláson gyakoribb, rendszerint augusztus elejétől október közepéig, kivételesen november végéig tartózkodik nálunk. A fiatalok átvonulása augusztus közepe és szeptember közepe között a legerősebb. A Grönland és Skandinávia felől vonulók Nyugat-Afrika partvidékén, a szibériai madarak Afrika déli részén telelnek. Ez utóbbiak valószínűleg mind a Földközi-tengert, mind a Szaharát átrepülik és nagyobb eséllyel ezek érinthetik a Kárpát-medencét.
Mivel ember által nem, vagy csak ritkán lakott területeken költ, a vonulás során felbukkanó példányok bizalmasan viselkednek, az ember iránt félelmet nem mutatnak, gyakran 2–3 m távolságból megfigyelhetőek.

## Védettség
Magyarországon védett, természetvédelmi értéke 25 000 forint.